# Stazione di Bornato-Calino
Stazione di Bornato-Calino vasútállomás Olaszországban, Lombardia régióban, Cazzago San Martino településen.

## Vasútvonalak
Az állomást az alábbi vasútvonalak érintik:
- Brescia–Iseo–Edolo-vasútvonal
- Cremona-Iseo-vasútvonal

## Kapcsolódó állomások
A vasútállomáshoz az alábbi állomások vannak a legközelebb:
- Stazione di Borgonato-Adro (Brescia–Iseo–Edolo-vasútvonal, Cremona-Iseo-vasútvonal, észak)
- Stazione di Passirano (Brescia–Iseo–Edolo-vasútvonal, kelet)
- Stazione di Cazzago (Cremona-Iseo-vasútvonal, dél)